# Hada altaica
Hada altaica là một loài bướm đêm trong họ Noctuidae.